# 人生最高の贈り物 〜ようこそ、サムグァンハウスへ〜
『人生最高の贈り物 ～ようこそ、サムグァンハウスへ～』（じんせいさいこうのおくりもの - 原題：オー! サムグァンビラ（朝: 오!삼광빌라!））は2020年-2021年韓国のテレビドラマ。全50話。2020年9月19日から2021年3月7日にかけてKBS第2テレビジョンで放送された。
様々な事情を抱える入居者と3人の養子と暮らす「サムグァンハウス」の管理人を中心に繰り広げるテレビドラマ。

## キャスト
- イ・スンジョン：チョン・インファ[2]

一見、品位と優雅さが溢れる金持ちの貴婦人だが、実は経歴30年プロの家政婦であり、下宿『サムグァンハウス』の大家。ビッチェウン、ヘドゥン、ラフンの母。マンジョンの姉。保育園の園長であった夫と死別後、1人で3人の子供を育てながら、妹の面倒も見、苦しい歳月を過ごして来たが、現実を悲観したり悲しんだことはない。長女ビッチェウンの出生の秘密と、実母から引き裂いた過去に怯える。変わらずこのまま素朴に生きていければありがたい人生だと思っていたのだが、一人でひた隠しにしてきた秘密が、愛する娘ビッチェウンに知られてしまう直前である事実を知り、心が沈んでいる。ジョンウォンとの再会で、ビッチェウンを返す事を決意する。
- ウ・ジョンフ：チョン・ボソク

JHグループ会長。ミンジェの夫。ジェヒの父。貧しい家の長男として生まれ、企業の労働者であり、神話的存在だった。堂々と中堅企業の社長の地位に上がり、家でも会社でも、天下のドケチである。昔、借金取りに追われる生活がトラウマになり、つつましい生活を妻に強いる。その厳しかった時代を忘れられず、まだ家族に殺人的な節約の精神を強要する。贅沢は敵だという考えの為、会社の従業員にも徹底的に節約を求め、妻とも離婚する。息子ジェヒとは、お互いの電話番号をブロックしてから久しく、妻ミンジェとは雇用関係のように線引いて久しい。記憶喪失になりサムグァンハウスで過ごし、記憶が戻ると今までの自分の生き方に疑問を持つ。
- キム・ジョンウォン：ファン・シネ

LXファッション社長。ソアの母。セレブに劣らない派手な外見、能力まで備えた、スタイリッシュな女性。会社では“ファッション界のジャンヌダルク”で、長い時間の奉仕を続けてきた保育園では、子どもたちに限りなくソフトで暖かい“おばさん”と呼ばれる。だが一方で、自分のこと、子供のことは徹底的に取りしきることを知っている、実利主義者でもある。炉のように熱かった20代の頃、愛に盲目になり、結婚生活はすぐに破綻し、出産後、精神状態がおかしくなり子供の面倒がみられなくなり、実の娘ソヨンもいなくなる。スンジョンから告白されるまで、娘は誘拐された後、亡くなったと思っていた。その後、彼女の痛みを抱きしめてくれた良い人と再婚をした。彼の子供を実子以上に愛を注いで育てて、徐々に内面の傷を癒したが、ある日、彼女の会社の従業員として現れた、ビッチェウンと不慣れな感情が感じられる。快適ながらも、一方では悲しい感情である。入社したビッチェウンを可愛がるが、スンジョンの告白で実子だと知る。ビッチェウンと自分を引き離したのが、母親のせいだと知り驚く。
- ウ・ジェヒ：イ・ジャンウ

建築会社社長。ジョンフの長男。自身がイケメンであることも、仕事ができることも自覚している男。代表でありながら、現場の細かいことまで自身がチェックしないと気が済まない。そんな彼と自分だけが正しいと怒鳴りつける父ウ・ジョンフが合わないのは当然であり、成人してすぐ独立をした。強圧的な父を一人で耐える母にはとても申し訳ない気持ちであり、頼もしい息子でいたいと思っている。仕事に対しては父にそっくりであり妥協を知らない。そんな彼の前に、人をイラつかせ一歩も引かない女ビッチェウンが現れる。両親の離婚と父親との確執に悩んでいたが、サムグァンビラに暮らす様になると、非常に憎たらしいと思っていたビッチェウンのことが次第に気になりだす。
- イ・ビッチェウン：チン・ギジュ

インテリア施工技師。スンジョンの長女。欲深く、意地っ張りで強情。純真で損ばかりする母スンジョンと、分別のない妹弟たちの保護者であり一家の実質的家長として生きてきた。一日も早く家を出て夢を広げようと心に決めていたが、叶わない夢だということを誰よりもよくわかっている。母と妹弟にとって自分がどれほど大きな支えであるか知っているからである。彼女もまた口では不快だと叫ぶこの家族たちをよくわかっている。フリーランスのインテリア施工技師として働きながらファッションデザイナーになる夢を育み、国内最大のファッション会社LXファッションに入社することになるが、中学時代彼女に濡れ衣を着せた同級生チャン・ソアが直属の上司となるも、ソアの母キム・ジョンウォン代表とは初対面の時から妙に馬が合い、いつの間にか憧れの存在となる。こんなかっこいい人が母だったらなと自分も知らないうちに想像して驚く。
- キム・ファクセ：イン・ギョジン

夜の舞台の演歌歌手。本当のトロット歌手になる、その日のためだけに懸命に生きる、感情いっぱいの人。7080クラブの夜の舞台歌手が本業だが、仕事がない時は、あらゆるバイトをして夢を育てる。困難な時に手を差し伸べてくれたスンジョンとの縁が深い。スンジョンには常に感謝の気持ちでいっぱい。自称スンジョンのビジネスパートナーとして、サムグァンハウスの諸々のことを助けている。このような彼に、万に一つくらいは靴に入った石のように不便な存在がある。
- イ・マンジョン：キム・ソニョン

スンジョンの妹。ビッチェウン・へドゥン・ラフンの叔母。内科医。艶がなくて冷たい風活発部は、ひたすら仕事しか知らない女性のように見えるが、実際には何でも知っている。気に入ると、すべてを投げ捨て、熱く恋に落ちててしまう。この愛のために、何度も滅び、男の愛だけ食べて生きてきた。最後に会った男は、彼女の心も、財産も持って行き、借金まで加えた。姉スンジョンが買ったアパートまで飛ばし、サムグァンハウスに戻ってきた。もう本当に男は絶対に見ないよと、固く誓ったが、もう一人の男が心にそっと入ってくる。
- チョン・ミンジェ：チン・ギョン

ジョンフの妻。ジェヒの母。家長で、夫ジョンフの手足のように、生涯を生きてきた、良妻賢母であった。愛に燃え、貧しい青年ジョンフと結婚すると大騒ぎした。疲れ切った嫁入り暮らしも、親しみを一度たりと与えない夫も、愛さえあればすべてできると思ったが、義母と義妹のイビリや自分を気遣ってくれない夫に愛が冷める。月日が流れてもケチで暴君の夫のせいで躁うつ病を発症し、とうとう、離婚を決意する。若い頃、スンジョンと仲の良いジョンフに嫉妬していた過去がある。
- イ・ヘドゥン：ボナ

スンジョンの次女。ビッチェウンの妹。芸能事務所のスタッフ。愛嬌常習者で、かわいい嘘つき。嫉妬多く、ハイテンション、唐突溌刺で、誰とでもすぐに仲良くなり、流行に敏感でよく遊ぶ。自他共に認める美貌で、中学校の時のアイドル練習生を開始したが、才能不足で脱落した。いつか世界が認める日を待ちながら、芸能事務所のオフィスで働いている。財閥家の隠された孫娘であり、いつの日か出生の秘密が明らかになれば、リムジンに乗って大邸宅に引き出されると想像。しかし、金持ちの家ではないが、どこか疑わしい王子様が現れた。
- イ・ラフン：リョウン

スンジョンの長男。ビッチェウンの弟。代行運転手。将来の心配はなく、目の前にある小さいが確かな幸せと楽しさを追いかける。今の20代の青春だが、さらに重要なのは、家族、母の幸福である。スンジョンとビッチェウンの世話をして、三浪までしたが、名門大に合格したと家族にはとても素直に言えない嘘をしてしまった。現在の家族にこっそりと、代行運転手をしている。母と姉を欺き、申し訳ないと思うが、稼いだお金で、母に家を買ってあげ、姉がデザイナーになる世話して、もう1人の姉に、高級バックを抱かせるのが夢である。
- チャン・ソア：ハン・ボルム

ジョンウォンの娘。LXファッション部長。美貌と聡明さ、力と財力まで完璧に備える。生まれたままで、自分しか知らない性格で育った。それでも自分が好きな人の前では、感情を隠さず、率直な守銭奴である。幼い時から好きだった兄ジェヒと母キム・ジョンウォンの前では、特に、ジョンウォンが実の母ではないと知るからこそ、最高の娘になるために努力し続けた。彼女に深い愛を与えた母親に、実の娘以上になりたかったからである。ところが、ビッチェウンが現れた瞬間、すべてが揺れ始める。母が私を見つめるよりも暖かい目で、ビッチェウンを眺める時。ビッチェウンは母ばかり、兄ジェヒの心まで捕らえたことを知りながら、彼女は決心する。中学時代にビッチェウンにいじめられたと嘘をつき、中退に追い込み、公募で入賞したのがビッチェウンだと知ると、独断で取り消してしまう。しかし、その事で中学時代の黒い過去がバレる事になる。入社したビッチェウンが目障りで嫌がらせをして、ずっと好きだったジェヒとの交際に嫉妬する。
- チャ・バルン：キム・シウン

大学生。長いストレートな髪に清楚な姿、一見華奢な女子大生に見えるが、回し蹴りまで軽く飛ばす、強いお姉さん。ソウルの言葉をしなやかにペラペラとささやくが、いざ緊急事態では、江原道カンチョンの方言が飛び出す。この反転的な魅力は、追加のオプションである。兄と叔父たちしか知らずに育ったので、男勝りで、きれいな美しいラフンを見て一目惚れ。
- ファン・ナロ：チョン・ソンウ

フリーランスの翻訳者。好感型ルックスに優しい笑顔、基本として数か国語の外国語を話す男性。微笑みとしらじらしい挨拶は、誰にでも一度は反則のように超えてくる。そのような姿を見ると、親の愛をたっぷり浴びて育った、誠実な青年と思われるが、実は天性の嘘の才能がある詐欺師。施設から外国に養子に出される。刑務所にいた時にビッチェウンの父・ピロンが受刑者に話してるのを聞き、あるうさんくさい計画を立て、サムグァンハウスに入ってくるが、計画になかった一人の女性ビッチェウンを好きになり、近づくが、ジェヒの存在でイラつく。結局、ターゲットを変えソアに接近する。
- パク・ピロン：オム・ヒョソプ

キム・ジョンウォンの元夫。20年以上前、上品な外観と洗練された言葉で、ジョンウォンをひきつけた。ジョンウォンと結婚して、金持ちの婿になり、娘まで得たが、すでに習慣になってしまっていた悪事がバレて追い出された。以前のように、詐欺で刑務所を自分の家のように出入りしていたある日、実の娘の消息を聞く。
- チョン・ミンソク：イ・スンヒョン

ミンジェの弟。JHグループ常務。姉の夫であるウ・ジョンフの下の会社を導いている。脅してどなる姉の夫を見るたびに、非常な怖れを感じるが、姉の夫のおかげで、人間らしく立派に生きていくことを知るようになる。一匹狼のジョンフに押さえ付けられて、息詰まる日々を送っていた、姉ミンジェが離婚するというニュースが聞こえてくる。

## スタッフ
- 演出：ホン・ソック[2]
- 脚本：ユン・ギョンア

## 放送日程

### 50話版
| 各話   | KBS2での放送日 | KBS Worldでの放送日 | WOWOWでの放送日 | フジテレビTWOでの放送日 | テレビ愛知での放送日 | サブタイトル                 |
| ------ | -------------- | ------------------- | --------------- | ----------------------- | -------------------- | ---------------------------- |
| 第1話  | 2020年9月19日  | 2020年12月26日      | 2021年10月13日  | 2022年4月20日           | 2022年8月26日        | ようこそ、サムグァンハウスヘ |
| 第2話  | 2020年9月20日  | 2020年12月27日      | 2021年10月14日  | 2022年4月21日           | 2022年8月29日        | 奪われた名誉                 |
| 第3話  | 2020年9月26日  | 2021年1月2日        | 2021年10月15日  | 2022年4月22日           | 2022年8月30日        | 疑惑の真相                   |
| 第4話  | 2020年9月27日  | 2021年1月3日        | 2021年10月18日  | 2022年4月23日           | 2022年8月31日        | 悪縁との再会                 |
| 第5話  | 2020年10月3日  | 2021年1月9日        | 2021年10月19日  | 2022年4月26日           | 2022年9月1日         | 一難去ってまた一難           |
| 第6話  | 2020年10月4日  | 2021年1月10日       | 2021年10月20日  | 2022年4月27日           | 2022年9月2日         | 苦難のインターン生活         |
| 第7話  | 2020年10月10日 | 2021年1月16日       | 2021年10月21日  | 2022年4月28日           | 2022年9月5日         | 写真に隠された秘密           |
| 第8話  | 2020年10月11日 | 2021年1月17日       | 2021年10月22日  | 2022年4月29日           | 2022年9月6日         | 校内暴力の真実               |
| 第9話  | 2020年10月17日 | 2021年1月23日       | 2021年10月25日  | 2022年4月30日           | 2022年9月7日         | 芽生え始めた恋心             |
| 第10話 | 2020年10月18日 | 2021年1月24日       | 2021年10月26日  | 2022年5月3日            | 2022年9月8日         | 運命のイタズラ               |
| 第11話 | 2020年10月24日 | 2021年1月30日       | 2021年10月27日  | 2022年5月4日            | 2022年9月9日         | 新たな入居者                 |
| 第12話 | 2020年10月25日 | 2021年1月31日       | 2021年10月28日  | 2022年5月5日            | 2022年9月12日        | 加熱する恋のバトル           |
| 第13話 | 2020年10月31日 | 2021年2月6日        | 2021年10月29日  | 2022年5月6日            | 2022年9月13日        | ソヨンを取り巻く謎           |
| 第14話 | 2020年11月1日  | 2021年2月7日        | 2021年11月1日   | 2022年5月7日            | 2022年9月14日        | 母親たちの告白               |
| 第15話 | 2020年11月7日  | 2021年2月13日       | 2021年11月2日   | 2022年5月10日           | 2022年9月15日        | そばにいるのに               |
| 第16話 | 2020年11月8日  | 2021年2月14日       | 2021年11月3日   | 2022年5月11日           | 2022年9月16日        | この世にいない人             |
| 第17話 | 2020年11月14日 | 2021年2月20日       | 2021年11月4日   | 2022年5月12日           | 2022年9月19日        | 本当の母親                   |
| 第18話 | 2020年11月15日 | 2021年2月21日       | 2021年11月5日   | 2022年5月13日           | 2022年9月20日        | 私の名はイ･ビッチェウン      |
| 第19話 | 2020年11月21日 | 2021年2月27日       | 2021年11月8日   | 2022年5月14日           | 2022年9月21日        | 母親たちの苦悩               |
| 第20話 | 2020年11月22日 | 2021年2月28日       | 2021年11月9日   | 2022年5月17日           | 2022年9月22日        | 大切な人を守るために         |
| 第21話 | 2020年11月28日 | 2021年3月6日        | 2021年11月10日  | 2022年5月18日           | 2022年9月23日        | 解決すべきこと               |
| 第22話 | 2020年11月29日 | 2021年3月7日        | 2021年11月11日  | 2022年5月19日           | 2022年9月26日        | 別れの後遺症                 |
| 第23話 | 2020年12月5日  | 2021年3月13日       | 2021年11月12日  | 2022年5月20日           | 2022年9月27日        | 膨らむ疑問                   |
| 第24話 | 2020年12月6日  | 2021年3月14日       | 2021年11月15日  | 2022年5月21日           | 2022年9月28日        | 波乱のスタイリングクラス     |
| 第25話 | 2020年12月12日 | 2021年3月20日       | 2021年11月16日  | 2022年5月24日           | 2022年9月29日        | 真実を明かすために           |
| 第26話 | 2020年12月13日 | 2021年3月21日       | 2021年11月17日  | 2022年5月25日           | 2022年9月30日        | ひも解かれる過去             |
| 第27話 | 2020年12月19日 | 2021年3月27日       | 2021年11月18日  | 2022年5月26日           | 2022年10月3日        | 自然な出会いの場             |
| 第28話 | 2020年12月20日 | 2021年3月28日       | 2021年11月19日  | 2022年5月27日           | 2022年10月5日        | 引かれ合う親子作戦           |
| 第29話 | 2020年12月26日 | 2021年4月3日        | 2021年11月22日  | 2022年5月28日           | 2022年10月6日        | 打ち明けられた秘密           |
| 第30話 | 2020年12月27日 | 2021年4月4日        | 2021年11月23日  | 2022年5月31日           | 2022年10月7日        | 迫りくる魔の手               |
| 第31話 | 2021年1月2日   | 2021年4月10日       | 2021年11月24日  | 2022年6月1日            | 2022年10月10日       | 守るべきもの                 |
| 第32話 | 2021年1月3日   | 2021年4月11日       | 2021年11月25日  | 2022年6月2日            | 2022年10月11日       | いるべき場所                 |
| 第33話 | 2021年1月9日   | 2021年4月17日       | 2021年11月26日  | 2022年6月3日            | 2022年10月12日       | 再びサムグァンハウスへ       |
| 第34話 | 2021年1月10日  | 2021年4月18日       | 2021年11月29日  | 2022年6月4日            | 2022年10月13日       | 姿を消した悪の元凶           |
| 第35話 | 2021年1月16日  | 2021年4月24日       | 2021年11月30日  | 2022年6月7日            | 2022年10月14日       | 愛憎からの復讐               |
| 第36話 | 2021年1月17日  | 2021年4月25日       | 2021年12月1日   | 2022年6月8日            | 2022年10月17日       | 信じた者に のしかかる代償    |
| 第37話 | 2021年1月23日  | 2021年5月1日        | 2021年12月2日   | 2022年6月9日            | 2022年10月18日       | 藁にもすがる思い             |
| 第38話 | 2021年1月24日  | 2021年5月2日        | 2021年12月3日   | 2022年6月10日           | 2022年10月19日       | すれ違う2人                  |
| 第39話 | 2021年1月30日  | 2021年5月8日        | 2021年12月6日   | 2022年6月11日           | 2022年10月20日       | しきりに思い浮かぶ姿         |
| 第40話 | 2021年1月31日  | 2021年5月9日        | 2021年12月7日   | 2022年6月14日           | 2022年10月21日       | 素直に伝えるということ       |
| 第41話 | 2021年2月6日   | 2021年5月15日       | 2021年12月8日   | 2022年6月15日           | 2022年10月24日       | 親子の決意                   |
| 第42話 | 2021年2月7日   | 2021年5月16日       | 2021年12月9日   | 2022年6月16日           | 2022年10月25日       | 娘の葛藤                     |
| 第43話 | 2021年2月13日  | 2021年5月22日       | 2021年12月10日  | 2022年6月17日           | 2022年10月26日       | 新たな門出                   |
| 第44話 | 2021年2月14日  | 2021年5月23日       | 2021年12月13日  | 2022年6月18日           | 2022年10月27日       | 更生への第一歩               |
| 第45話 | 2021年2月20日  | 2021年5月29日       | 2021年12月14日  | 2022年6月21日           | 2022年10月28日       | 新たな嵐を呼ぶ人物           |
| 第46話 | 2021年2月21日  | 2021年5月30日       | 2021年12月15日  | 2022年6月22日           | 2022年10月31日       | 不器用な償い方               |
| 第47話 | 2021年2月27日  | 2021年6月5日        | 2021年12月16日  | 2022年6月23日           | 2022年11月1日        | 強行突破                     |
| 第48話 | 2021年2月28日  | 2021年6月6日        | 2021年12月17日  | 2022年6月24日           | 2022年11月2日        | 知られてしまった秘密         |
| 第49話 | 2021年3月6日   | 2021年6月12日       | 2021年12月20日  | 2022年6月25日           | 2022年11月4日        | いい父親になるために         |
| 第50話 | 2021年3月7日   | 2021年6月13日       | 2021年12月21日  | 2022年6月28日           | 2022年11月7日        | 人生最高の贈り物             |

### 65話版
| 各話   | テレビ東京での放送日 | TVQでの放送日 | テレビ北海道での放送日 |
| ------ | -------------------- | ------------- | ---------------------- |
| 第1話  | 2022年6月10日        | 2023年2月8日  | 2023年5月12日          |
| 第2話  | 2022年6月13日        | 2023年2月9日  | 2023年5月15日          |
| 第3話  | 2022年6月14日        | 2023年2月10日 | 2023年5月16日          |
| 第4話  | 2022年6月15日        | 2023年2月13日 | 2023年5月17日          |
| 第5話  | 2022年6月16日        | 2023年2月14日 | 2023年5月18日          |
| 第6話  | 2022年6月17日        | 2023年2月15日 | 2023年5月19日          |
| 第7話  | 2022年6月20日        | 2023年2月16日 | 2023年5月22日          |
| 第8話  | 2022年6月21日        | 2023年2月17日 | 2023年5月23日          |
| 第9話  | 2022年6月22日        | 2023年2月20日 | 2023年5月24日          |
| 第10話 | 2022年6月23日        | 2023年2月21日 | 2023年5月25日          |
| 第11話 | 2022年6月24日        | 2023年2月22日 | 2023年5月26日          |
| 第12話 | 2022年6月27日        | 2023年2月23日 | 2023年5月29日          |
| 第13話 | 2022年6月28日        | 2023年2月24日 | 2023年5月30日          |
| 第14話 | 2022年6月29日        | 2023年2月27日 | 2023年5月31日          |
| 第15話 | 2022年6月30日        | 2023年2月28日 | 2023年6月1日           |
| 第16話 | 2022年7月1日         | 2023年3月1日  | 2023年6月2日           |
| 第17話 | 2022年7月4日         | 2023年3月2日  | 2023年6月5日           |
| 第18話 | 2022年7月5日         | 2023年3月3日  | 2023年6月6日           |
| 第19話 | 2022年7月6日         | 2023年3月6日  | 2023年6月7日           |
| 第20話 | 2022年7月7日         | 2023年3月7日  | 2023年6月8日           |
| 第21話 | 2022年7月8日         | 2023年3月8日  | 2023年6月9日           |
| 第22話 | 2022年7月11日        | 2023年3月9日  | 2023年6月12日          |
| 第23話 | 2022年7月12日        | 2023年3月10日 | 2023年6月13日          |
| 第24話 | 2022年7月13日        | 2023年3月13日 | 2023年6月14日          |
| 第25話 | 2022年7月14日        | 2023年3月14日 | 2023年6月15日          |
| 第26話 | 2022年7月15日        | 2023年3月15日 | 2023年6月16日          |
| 第27話 | 2022年7月18日        | 2023年3月16日 | 2023年6月19日          |
| 第28話 | 2022年7月19日        | 2023年3月17日 | 2023年6月20日          |
| 第29話 | 2022年7月20日        | 2023年3月20日 | 2023年6月21日          |
| 第30話 | 2022年7月21日        | 2023年3月21日 | 2023年6月22日          |
| 第31話 | 2022年7月22日        | 2023年3月22日 | 2023年6月23日          |
| 第32話 | 2022年7月25日        | 2023年3月23日 | 2023年6月26日          |
| 第33話 | 2022年7月26日        | 2023年3月24日 | 2023年6月27日          |
| 第34話 | 2022年7月27日        | 2023年3月27日 | 2023年6月28日          |
| 第35話 | 2022年7月28日        | 2023年3月28日 | 2023年6月29日          |
| 第36話 | 2022年7月29日        | 2023年3月29日 | 2023年6月30日          |
| 第37話 | 2022年8月1日         | 2023年3月30日 | 2023年7月3日           |
| 第38話 | 2022年8月2日         | 2023年3月31日 | 2023年7月4日           |
| 第39話 | 2022年8月3日         | 2023年4月3日  | 2023年7月5日           |
| 第40話 | 2022年8月4日         | 2023年4月4日  | 2023年7月6日           |
| 第41話 | 2022年8月5日         | 2023年4月5日  | 2023年7月7日           |
| 第42話 | 2022年8月8日         | 2023年4月6日  | 2023年7月10日          |
| 第43話 | 2022年8月9日         | 2023年4月7日  | 2023年7月11日          |
| 第44話 | 2022年8月10日        | 2023年4月10日 | 2023年7月12日          |
| 第45話 | 2022年8月11日        | 2023年4月11日 | 2023年7月13日          |
| 第46話 | 2022年8月12日        | 2023年4月12日 | 2023年7月14日          |
| 第47話 | 2022年8月15日        | 2023年4月14日 | 2023年7月17日          |
| 第48話 | 2022年8月16日        | 2023年4月17日 | 2023年7月18日          |
| 第49話 | 2022年8月17日        | 2023年4月18日 | 2023年7月19日          |
| 第50話 | 2022年8月18日        | 2023年4月19日 | 2023年7月20日          |
| 第51話 | 2022年8月19日        | 2023年4月20日 | 2023年7月21日          |
| 第52話 | 2022年8月22日        | 2023年4月21日 | 2023年7月24日          |
| 第53話 | 2022年8月23日        | 2023年4月24日 | 2023年7月25日          |
| 第54話 | 2022年8月24日        | 2023年4月25日 | 2023年7月26日          |
| 第55話 | 2022年8月25日        | 2023年4月26日 | 2023年7月27日          |
| 第56話 | 2022年8月26日        | 2023年4月27日 | 2023年7月28日          |
| 第57話 | 2022年8月29日        | 2023年4月28日 | 2023年7月31日          |
| 第58話 | 2022年8月30日        | 2023年5月1日  | 2023年8月1日           |
| 第59話 | 2022年8月31日        | 2023年5月2日  | 2023年8月2日           |
| 第60話 | 2022年9月1日         | 2023年5月3日  | 2023年8月3日           |
| 第61話 | 2022年9月2日         | 2023年5月4日  | 2023年8月4日           |
| 第62話 | 2022年9月5日         | 2023年5月5日  | 2023年8月7日           |
| 第63話 | 2022年9月6日         | 2023年5月8日  | 2023年8月8日           |
| 第64話 | 2022年9月7日         | 2023年5月9日  | 2023年8月9日           |
| 第65話 | 2022年9月8日         | 2023年5月10日 | 2023年8月10日          |

## 日本での放送
日本での放送は、2020年11月29日にCSチャンネルKBS Worldにて1話先行放送、同年12月26日に同チャンネルにて本放送された。後にWOWOW等で放送、韓流プレミアにて2022年6月10日から放送。
| 放送国・地域 | 放送局        | 系列局         | 放送期間                                                | 放送時間                                                    | 話数 | 備考                           |
| ------------ | ------------- | -------------- | ------------------------------------------------------- | ----------------------------------------------------------- | ---- | ------------------------------ |
| 韓国         | KBS2          | -              | 2020年9月19日 - 2021年3月7日                            | 毎週土曜・日曜 19:55 - 21:00                                | 50   |                                |
| 日本全国     | KBS World     | -              | 本放送：2020年12月26日 - 2021年6月13日                  | 毎週土曜・日曜 21:40 - 23:00                                | 50   |                                |
| 日本全国     | KBS World     | -              | 再放送：2020年12月27日 - 2021年6月19日                  | 毎週土曜・日曜 10:30 - 11:50                                | 50   |                                |
| 日本全国     | KBS World     | -              | 再々放送：2021年1月4日 - 6月22日                        | 毎週月曜・火曜 12:25 - 13:45                                | 50   |                                |
| 日本全国     | WOWOW         | -              | 2021年10月13日 - 12月21日                               | 毎週月曜〜金曜 8:30 - 9:45                                  | 50   |                                |
| 日本全国     | フジテレビTWO | -              | 本放送：2022年4月20日（19日深夜） - 6月28日（27日深夜） | 毎週火曜～土曜 1:10 - 2:20 （毎週月曜〜金曜 25:10 - 26:20） | 50   |                                |
| 日本全国     | フジテレビTWO | -              | 再放送：2022年4月20日 - 6月28日                         | 毎週月曜～金曜 7:10 - 8:20                                  | 50   |                                |
| 関東広域圏   | テレビ東京    | テレビ東京系列 | 2022年6月10日 - 9月8日                                  | 毎週月曜～金曜 8:15 - 9:11                                  | 65   | 二ヶ国語放送（日本語字幕付き） |
| 中京広域圏   | テレビ愛知    | テレビ東京系列 | 2022年8月26日 - 11月7日                                 | 毎週月曜〜金曜 8:15 - 9:30                                  | 50   | 二ヶ国語放送（日本語字幕付き） |
| 福岡県       | TVQ九州放送   | テレビ東京系列 | 2023年2月8日 - 5月10日                                  | 毎週月曜〜金曜 8:00 - 9:00                                  | 65   | 二ヶ国語放送（日本語字幕付き） |
| 北海道       | テレビ北海道  | テレビ東京系列 | 2023年5月12日 - 8月10日                                 | 毎週月曜〜金曜 8:00 - 8:56                                  | 65   | 二ヶ国語放送（日本語字幕付き） |